# جزيرة الراهب

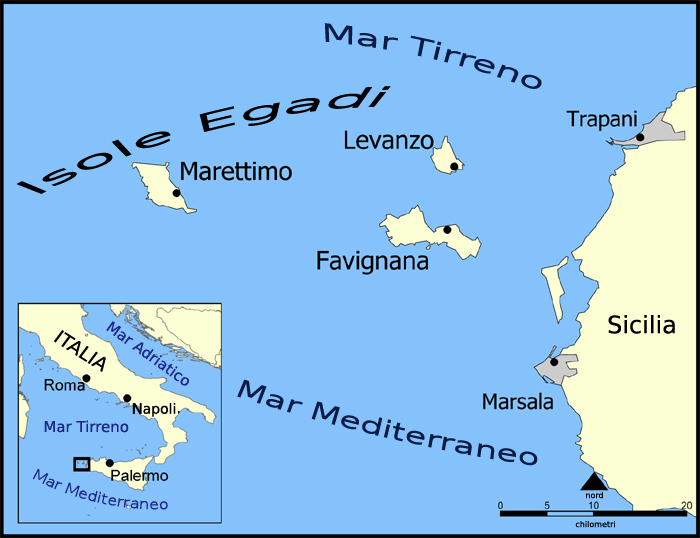
موقع جزيرة الراهب من الجزر العقادية

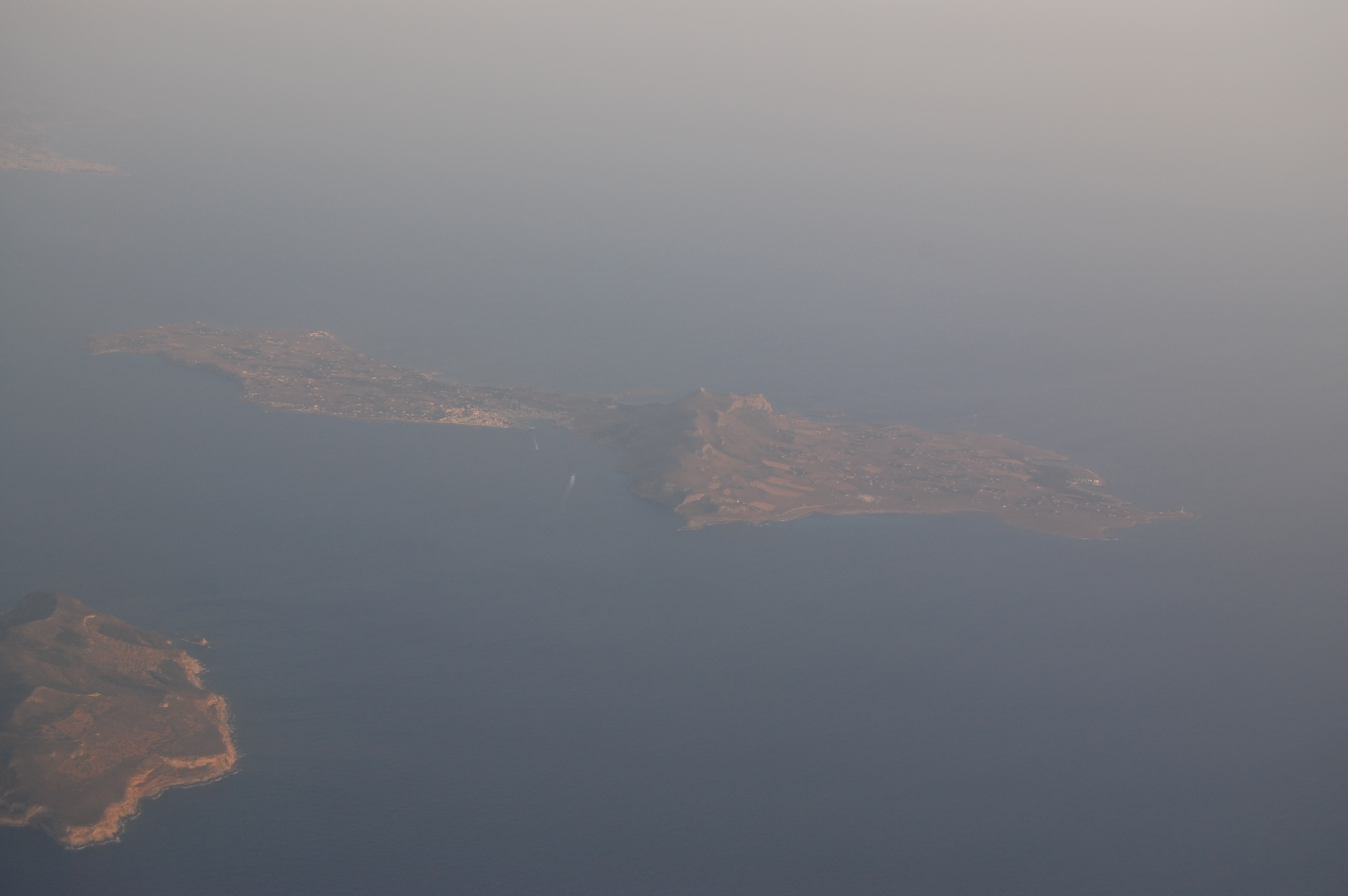
صورة جوية لجزيرة الراهب

جَزِيرَةُ الرَّاهِبِ (بالإيطالية: Favignana فافينيانا)‏ أحد الجزر العقادية الإيطالية، وهي تابعة لمقاطعة طرابنش.

## السكان
في سنة 1861 بلغ عدد السكان 3٬913 نسمة، وتطور العدد ليصل في سنة 2011 لـ 4٬185 نسمة.
يظهر هذا المخطط البياني تطور النمو السكاني لـ فافينيانا

## أعلام
- حسين خوجة